# Joseph-Martin Cabirol

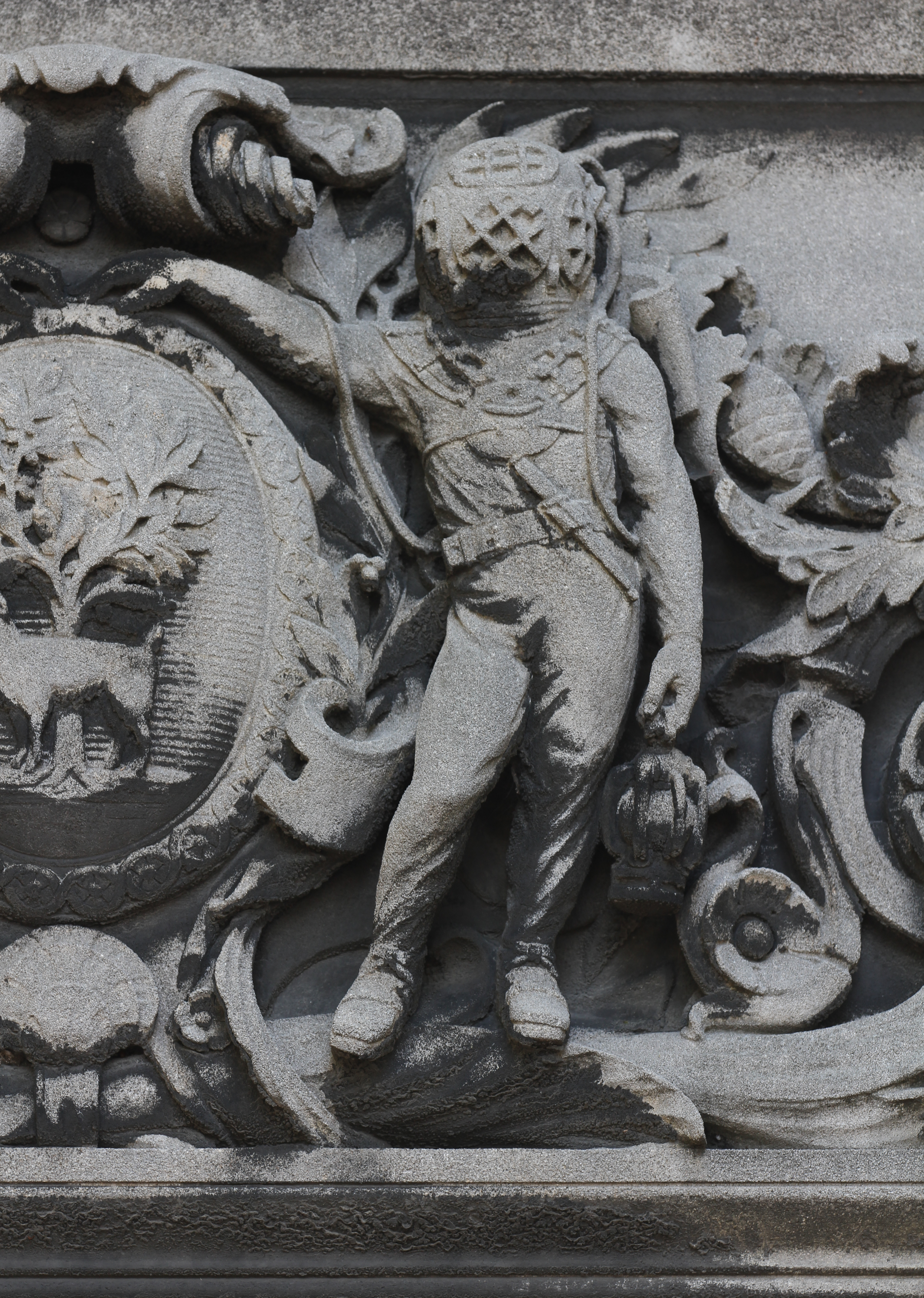
Basorelief pe cavoul lui Joseph-Martin Cabirol, Cimitirul Père-Lachaise din Paris, reprezentând echipamentul greu de scufundare patentat de el

Joseph-Martin Cabirol (n. 29 martie 1799, Narbonne - d. 15 decembrie 1874, Paris) a fost un inventator și producător francez de echipament greu de scufundare. În anul 1840, începe să producă costume de scafandru și veste de salvare. În 1842 Cabirol fabrică primele căști rigide de scufundare, asemănătoare modelelor fabricate de Augustus Siebe, în Anglia.
În 1855 Cabirol a patentat propriul model de scafandru greu cu 12 prezoane și costum fabricat din pânză cauciucată. Casca, pentru prima dată, includea un robinet acționat manual de către scafandru pentru a evacua aerul expirat. Robinetul mai era prevăzut și cu o supapă de siguranță care oprește apa de a pătrunde în cască. De asemenea, casca lui Cabirol avea în dotare și o a patra fereastră la partea superioară. 

După ce a fost prezentat la Expoziția Universală de la Paris în 1855, scafandrul greu Cabirol a câștigat medalia de argint.
Noul echipament al lui Cabirol a convins Amiralitatea Franceză de a utiliza acest echipament, iar în  1857 a primit prima comanda. Cabirol a mai dezvoltat o pompă de aer care cântărea numai 70 de kilograme. El creează astfel un ansamblu alcătuit din pompă, cască rigidă și costum etanș, devenind primul producător francez de echipament greu de scufundare.
În prezent, echipamentul original Cabirol se află expus la muzeul Conservatorului de arte și meserii din Paris.